# Julie Doiron
Pour les articles homonymes, voir Doiron.
Julie Doiron (28 juin 1972 à Moncton, au Nouveau-Brunswick) est une chanteuse et compositrice acadienne et canadienne.

## Biographie
Julie débute en 1990 à 18 ans à la guitare (et plus tard à la basse) dans le groupe Eric's Trip, devant l'insistance de son petit copain d'alors, Rick White. Un peu avant la dissolution du groupe en 1996, elle sort un album solo (Broken Girl), à la suite de 2 EP sortis sous ce nom. En 1999, Doiron enregistre un album avec le groupe d'Ottawa Wooden Stars. Elle reçoit le Prix Juno pour Julie Doiron and the Wooden Stars en mars 2000. Elle participe aussi à des albums de The Tragically Hip, Gordon Downie et Herman Düne.
Le 26 novembre 2021, elle lance un premier album en 9 ans : I Thought of You. L'année suivante, elle lance Julie & Dany, un album collaboratif avec son copain Dany Placard.
En plus de sa carrière musicale, Julie Doiron est une photographe passionnée. Elle a publié un livre de photos (The Longest Winter) sur des mots de l'écrivain Ian Roy. Elle réalise souvent ses propres photos promotionnelles et pochettes de disques avec son ex-mari, le peintre Jon Claytor.
Elle vit aujourd'hui à Sackville au Nouveau-Brunswick avec ses trois enfants: Ben, Charlotte, et Rose. Elle a aussi habité à Moncton, à Montréal et à Toronto.

## Discographie

### Albums
- Broken Girl (1996, Sub Pop, Sappy Records)
- Loneliest in the Morning (1997, Sub Pop)
- Will You Still Love Me? (1999, Tree Records, Sappy Records)
- Julie Doiron and the Wooden Stars (1999, Tree Records, Sappy Records)
- Désormais (2001, Jagjaguwar, Endearing)
- Heart and Crime (2002, Jagjaguwar, Endearing)
- Goodnight Nobody (2004, Jagjaguwar, Endearing)
- Woke Myself Up (2007, Jagjaguwar, Endearing)
- I Can Wonder What You Did With Your Day (2009, Jagjaguwar, Endearing)
- So Many Days (2012, Aporia Records)
- I Thought of You (2021, You've Changed)
- Julie & Dany avec Dany Placard (2022, Costume Records)

### Singles et EP
- Dog Love Part 2 7" (sous le nom Broken Girl) (1993, Sappy Records)
- Nora 7" (sous le nom Broken Girl) (1995, Sappy Records)
- Will You Stille Love Me? (1999, Tree Records)
- The life of dreams (2009) : musique de la pub iphone 5 by free

### Compilation Tribute
- All their broken hearts (tribute to Julie Doiron) (2003)